# Amt Haddeby
Das Amt Haddeby ist ein Amt im Kreis Schleswig-Flensburg in Schleswig-Holstein. Der Verwaltungssitz befindet sich in Busdorf. Es grenzt im Norden an die Schlei und die Stadt Schleswig, im Westen an das Amt Arensharde, im Südwesten an das Amt Kropp-Stapelholm und im Südosten an den Kreis Rendsburg-Eckernförde. Die Bezeichnung Haddeby geht auf die ehemalige Wikingersiedlung Haithabu zurück.

## Amtsangehörige Gemeinden
- Borgwedel
- Busdorf
- Dannewerk
- Fahrdorf
- Geltorf
- Jagel
- Lottorf
- Selk

## Wappen
Heraldische Beschreibung: „Von Gold und Blau im Wellenschnitt geteilt. Oben ein linksgewendetes Wikingerschiff mit geblähtem Segel, unten eine Glocke in verwechselten Farben. Die Glocke trägt in Runenschrift die Aufschrift HAITHABU.“